# Siphonaria stewartiana
Siphonaria stewartiana es una especie de molusco gasterópodo del género Siphonaria.

## Descripción
Tiene concha baja, que alcanza unas dimensiones de hasta 17 mm de largo, 12 mm de ancho y 7 mm de alto. El ápice se proyecta más allá del margen del borde de la concha.

## Distribución geográfica y Hábitat
Se encuentra  en Nueva Zelanda, en las islas Stewart, Snares, Bounty. Habita en paredes rocosas cerca del nivel de la marea alta.